# Vindula
Vindula is een geslacht van vlinders uit de familie Nymphalidae.

## Soorten
- Vindula arsinoe (Cramer, 1777)
- Vindula dejone (Erichson, 1834)
- Vindula erota (Fabricius, 1793)
- Vindula obiensis (Rothschild, 1899)
- Vindula sapor (Godman & Salvin, 1888)